# Elezioni generali a Grenada del 2022
Le elezioni generali a Grenada del 2022 si sono tenute il 23 giugno per il rinnovo della Camera dei rappresentanti.

## Risultati
| Congresso Democratico Nazionale    | 31 430 | 51,84 | 9  |  |  |  |
| Nuovo Partito Nazionale            | 28 959 | 47,76 | 6  |  |  |  |
| Partito Laburista Unito di Grenada | 64     | 0,11  | –  |  |  |  |
| Independent Freedom Party          | 60     | 0,10  | –  |  |  |  |
| Grenada Renaissance Party          | 31     | 0,05  | –  |  |  |  |
| Indipendenti                       | 86     | 0,14  | –  |  |  |  |
| Totale                             | 60 630 | 100   | 15 |  |  |  |
|                                    |        |       |    |  |  |  |
| Voti non validi                    | 311    | 0,51  |    |  |  |  |
| Votanti                            | 60 941 | 70,32 |    |  |  |  |
| Elettori                           | 86 658 |       |    |  |  |  |